# Tutelle (divinité)
Pour les articles homonymes, voir Tutelle.
Tutelle (en latin Tūtēla ou Tūtēlīna et Tūtīlīna) est une divinité secondaire de la religion romaine, qui fut invoquée comme déesse indépendante à l'époque impériale.
Souvent elle est vénérée comme protectrice d'un lieu avec la formule Tutela huius loci. On la retrouve par exemple à Bordeaux où un temple lui était dédié (Piliers de Tutelle), ou encore Vesunna, nom de la Tutelle éponyme du quartier antique de Périgueux.
Elle est dans de nombreux exemples invoquée en même temps que Genius et Fortuna dans les inscriptions.

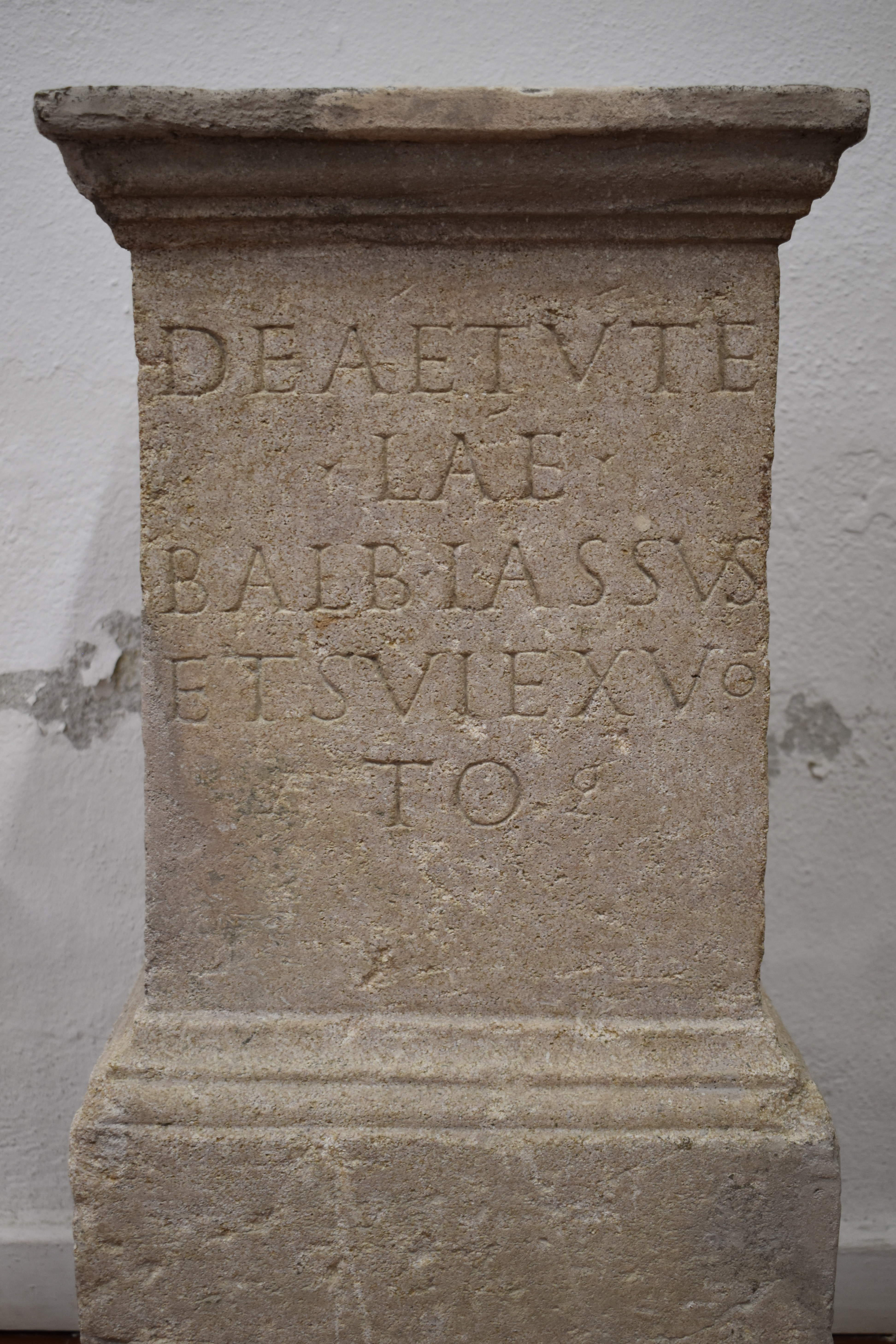
Ex-voto en l'honneur de Tutela trouvé à Autun (CIL XIII, 11227), Musée Rolin, Autun.

La Tutelle était également, en tant que Tutela navis, la déesse protectrice des bateaux. Tutela protégeait le bateau et la navigation et était rituellement honorée à bord, elle était placée sous forme de statuette sur la proue ou la poupe.

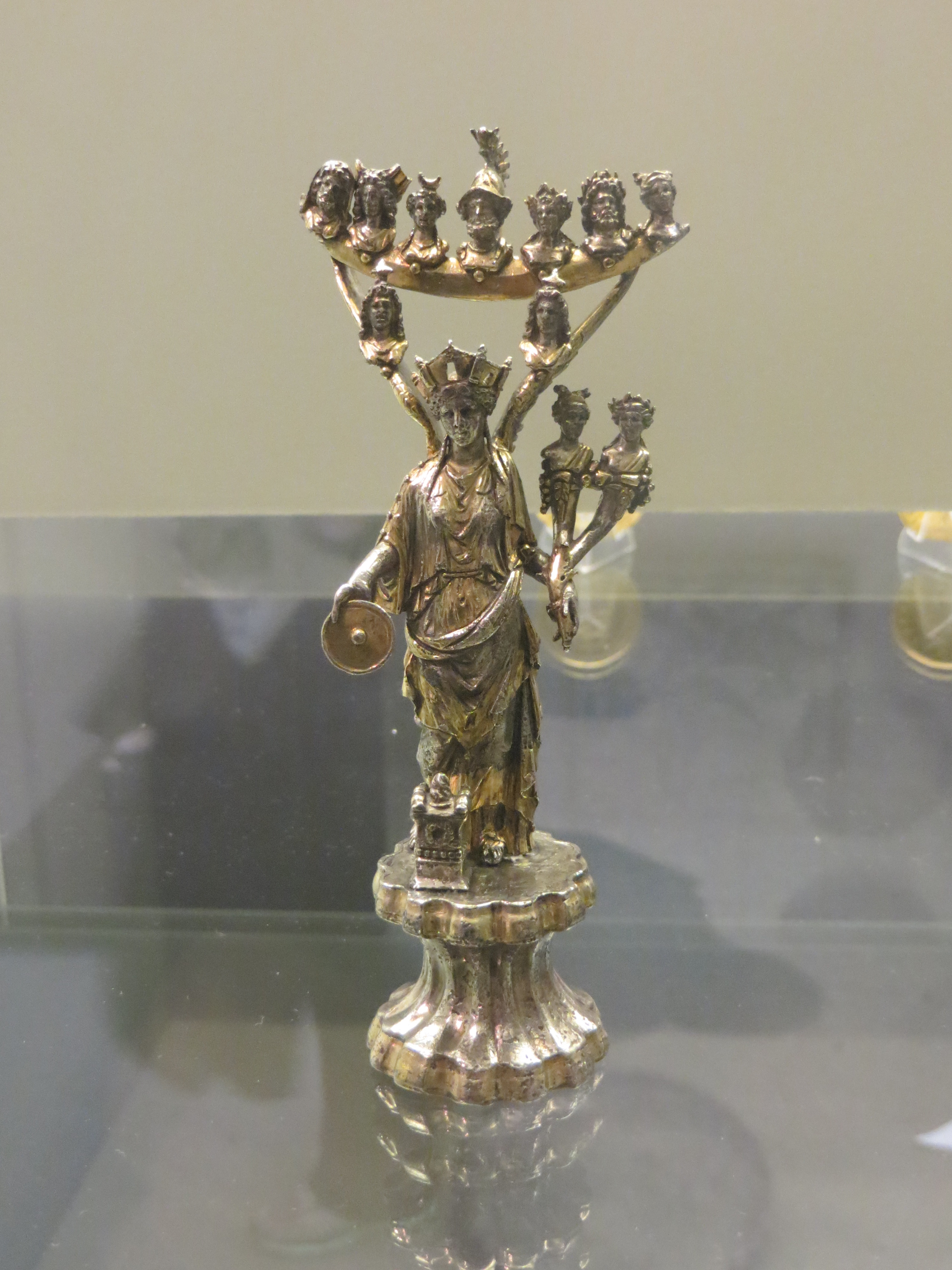
Statuette en argent de Tutela, portant les représentations des sept jours de la semaine, trésor de Mâcon, conservé au British Museum, hauteur 13 cm.
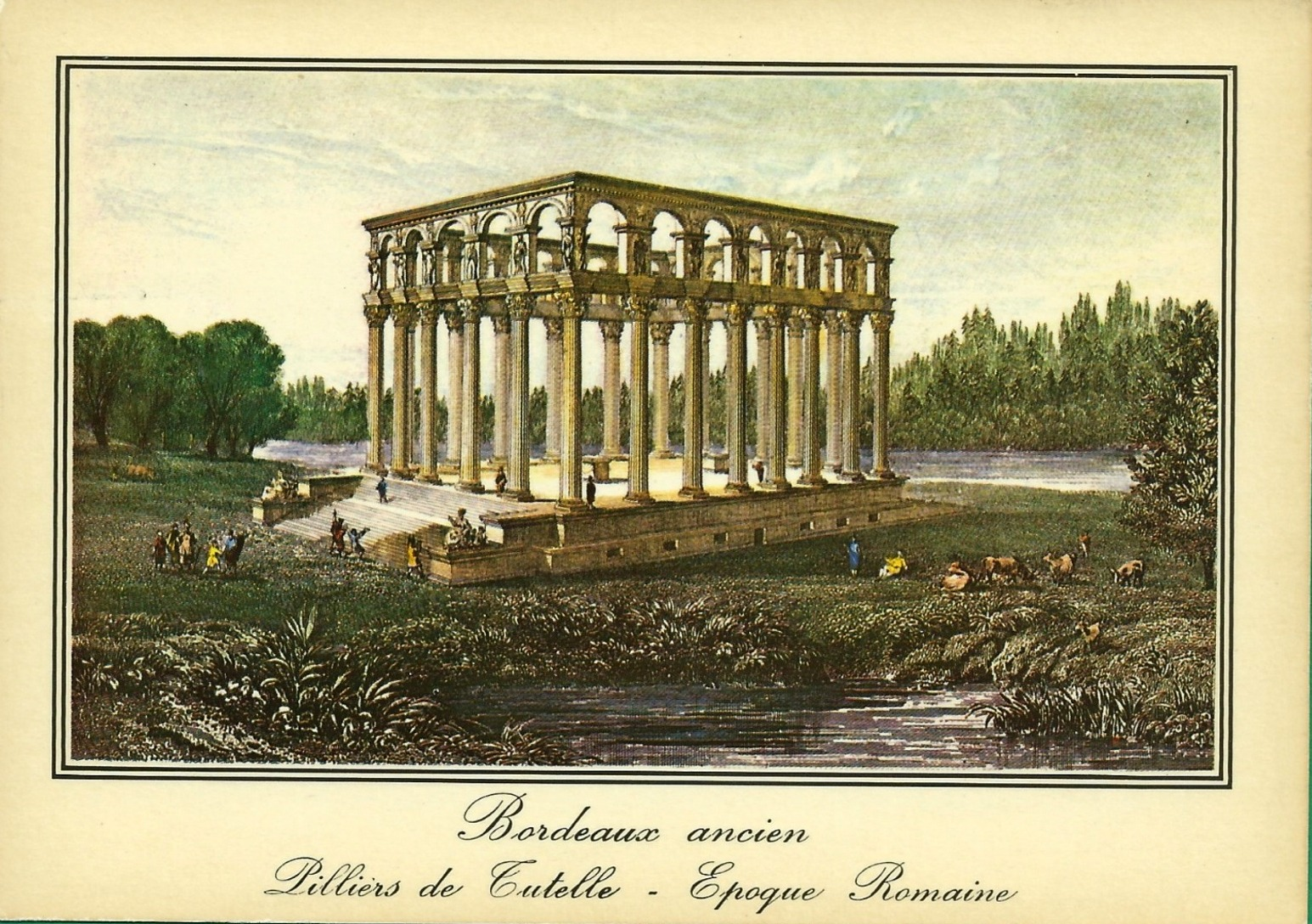
Temple des Piliers de Tutelle à Bordeaux.
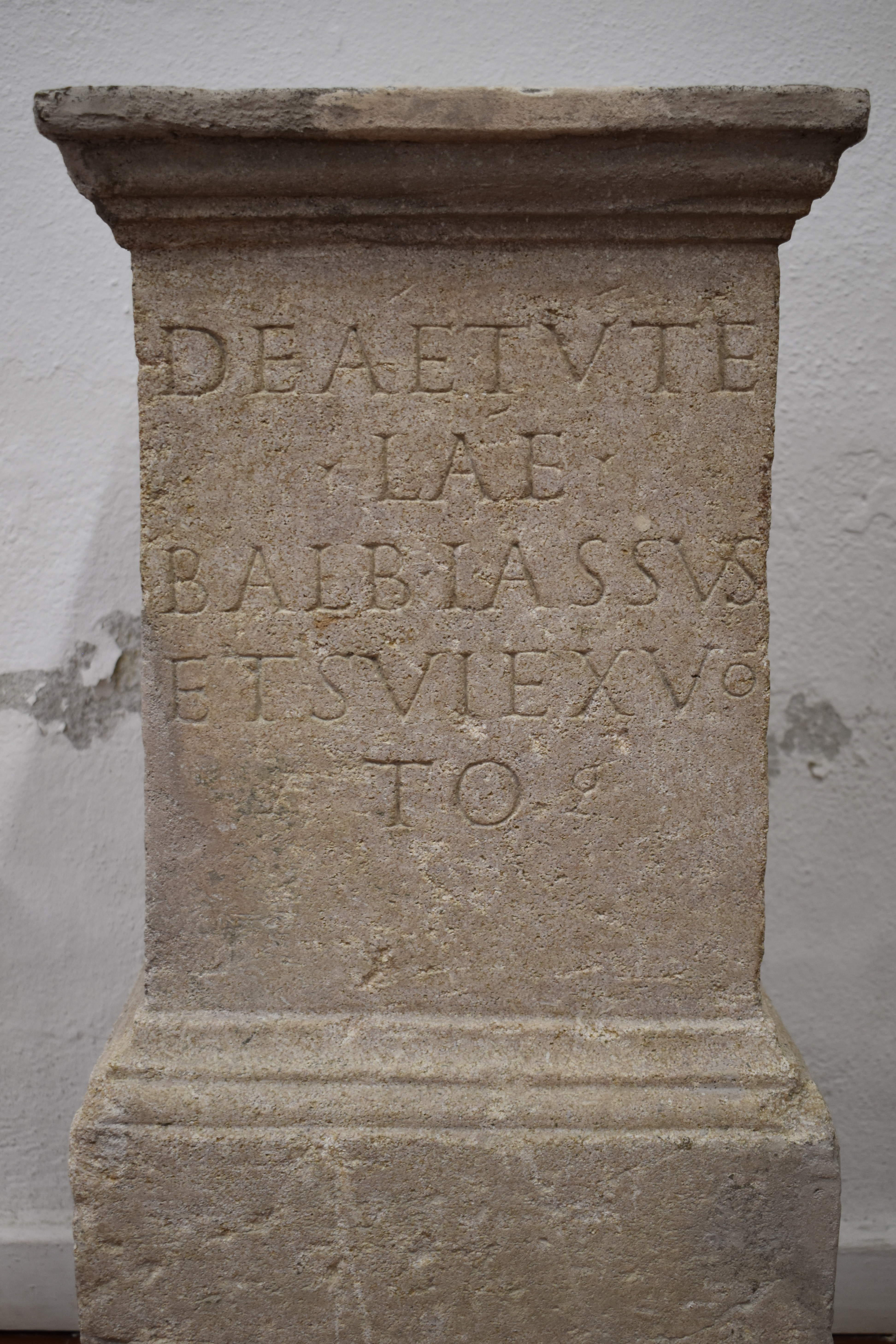
Ex-voto en l'honneur de Tutela trouvé à Autun (CIL XIII, 11227) (Musée Rolin, Autun).